# 이바라키역
이바라키역(일본어: 茨木駅, いばらきえき)은 오사카부 이바라키시에 있는, 서일본 여객철도의 도카이도 본선(JR 교토 선) 상의 역이다.
오사카 만박 (일본 만국 박람회)이 열렸을 때 제일 가까운 역으로 버스 터미널이 정비되어 발전하였다.
덧붙여, 이 역에서 한큐 전철의 이바라키 시 역과는 1.5 km 정도 떨어져있어, 도보로 18분이 걸린다. 양 역간에는 한큐 버스, 긴테츠 버스, 게이한 버스 등이 다니고 있다.

## 개요 및 역 구조
2면 4선의 섬식 플랫폼이 있는 지상역이며, 교상 역사를 가지고 있다. ICOCA, J스루 카드를 이용할 수 있으며, ICOCA 상호 이용 카드들도 이용가능하다.

### 승강장
↑오사카·산노미야 방면

| | １２ | | ３４ | |

다카쓰키·교토 방면↓
| 1 | ●JR 교토 선 (하행 외측선) | ■쾌속 (아침의 일부)    | 오사카·산노미야 방면            |
| 2 | ●JR 교토 선 (하행 내측선) | ■쾌속·■보통            | 오사카·산노미야·다카라즈카 방면 |
| 3 | ●JR 교토 선 (상행 내측선) | ■쾌속·■보통            | 다카쓰키·교토·마이바라 방면     |
| 4 | ●JR 교토 선 (상행 외측선) | ■쾌속 (평일 아침 일부) | 다카쓰키·교토·구사쓰 방면       |

- 1·4번 승강장은 아침시간대 이외에는 정차하는 열차가 없어[1] 비사용 시간대에는 줄로 폐쇄한다.

운전 선로 호칭
- 1번선 (승강장 없음, 대피선)
- 2번선 (1번 승강장, 하행 외측선)
- 3번선 (2번 승강장, 하행 내측선)
- 4번선 (3번 승강장, 상행 내측선)
- 5번선 (4번 승강장, 상행 외측선)
- 6번선 (승강장 없음, 대피선)
  - 1번선과 6번선은 무코마치~신오사카·오사카 간의 회송 열차등의 대피에 쓰인다.
  - 하행 방면은 장내와 제 1 출발~제 3 출발 신호기를 가지고 있으며, 제 1 출발 신호기는 외측선->내측선, 제 3 출발 신호기는 내측선->외측선·화물선에의 진출에 쓰인다.
  - 상행 방면은 제 1 장내~제 4 장내 및 출발 신호기를 가지고 있으며, 제 1 장내 신호기는 화물선에서 외측선에 합류할 때, 제 2 장내 신호기는 외측선->내측선 진입시, 제 3 장내 신호기는 내측선->외측선 진출에 쓰인다.

### 부대 시설
자유 통로에 자동 발매기, 일본여행 (Tis), 미도리노마도구치, 매점, 식당 등이 있다.
서쪽 출구 계단 밑에는 렌터 사이클이, 동쪽 출구 계단 밑에는 편의점 등이 있다.
또, 이 역에 설치된 화장실은 오사카 부의 JR 역 중에서는 간사이 공항역과 오사카 역 다음으로 무료 화장지가 설치되어 있다.
또한, 노약자 등을 위한 엘리베이터 등의 배리어 프리 시설도 설치되어 있다.

## 역세권 정보

### 버스 터미널
오사카 모노레일 개업 이후, 오사카 만국 박람회 기념 공원에의 버스 이용자가 감소하고 있다.
서쪽 출구
노선 버스는 한큐 버스, 긴테츠 버스, 게이한 버스의 3사가 운행 중이다. 버스 5번 승강장은 리소나 은행 앞에 있다.
동쪽 출구
긴테츠 버스가 노선 버스를 1계통 운행하고 있으며, 그외에는 간사이 공항 교통, 한큐 버스, 긴테츠 버스, 난카이 버스의 공동 운행으로 간사이 공항 리무진 버스가 운행되고 있다. 또, 2007년 9월 29일부터는 게이한 버스도 운행을 시작하였다.

## 이용 현황
2006년도의 1일 평균 승차량은 45,468명으로 (JR 서일본 홈페이지에서), 서일본 여객철도의 역 중에서는 17위이다.

## 역사
- 1876년 8월 9일 - 일본국유철도의 역으로 개업. 여객, 화물 취급 개시.
- 1969년 10월 - 교상역사 사용 개시 (3대째).
- 1970년 3월 14일~9월 13일 -일본 만국 박람회 개최에 맞추어, 쾌속이 임시 정차. 만국 박람회 동쪽 입구역이라는 애칭이 붙었다. 개최 후에도 쾌속 정차 운동 등의 영향으로 계속 쾌속이 정차하게 됨.
- 1986년 1월 1일 - 화물 취급 중지.
  - 일본 담배 산업 이바라키 공장,, 도요 제관 이바라키 공장, 삿포로 맥주 오사카 공장에의 전용선은 남아있어, 화물 수송은 계속 이루어지고 있다.
- 1987년 4월 1일 - 일본국유철도 분할 민영화에 따라 서일본 여객철도의 역이 됨.
- 1990년 4월 1일~9월 30일 - 국제 화초 박람회 개최에 맞추어 일부 호쿠리쿠 방면 특급 열차가 박람회 수송 등의 목적으로 임시 정차.

## 인접역 정보
| 서일본 여객철도 도카이도 본선           | 서일본 여객철도 도카이도 본선                        | 서일본 여객철도 도카이도 본선        |
| --------------------------------------- | ---------------------------------------------------- | ------------------------------------ |
| 다카쓰키 마이바라·교토 방면             | ● JR 교토 선 ■ 쾌속                                  | 신오사카 오사카·히메지 방면          |
| JR소지지 교토 방면                      | ● JR 교토 선 ■ 보통                                  | 센리오카 오사카 방면                 |
| 서일본 여객철도 도카이도 본선 화물 지선 |                                                      |                                      |
| 시·종착역                               | ● 우메다 화물선 화물 열차, □ 특급 '하루카' (통과) 등 | 스이타 신호장 신오사카·후쿠시마 방면 |

## 같이 보기
- 이바라키시역